# Lars Kruse

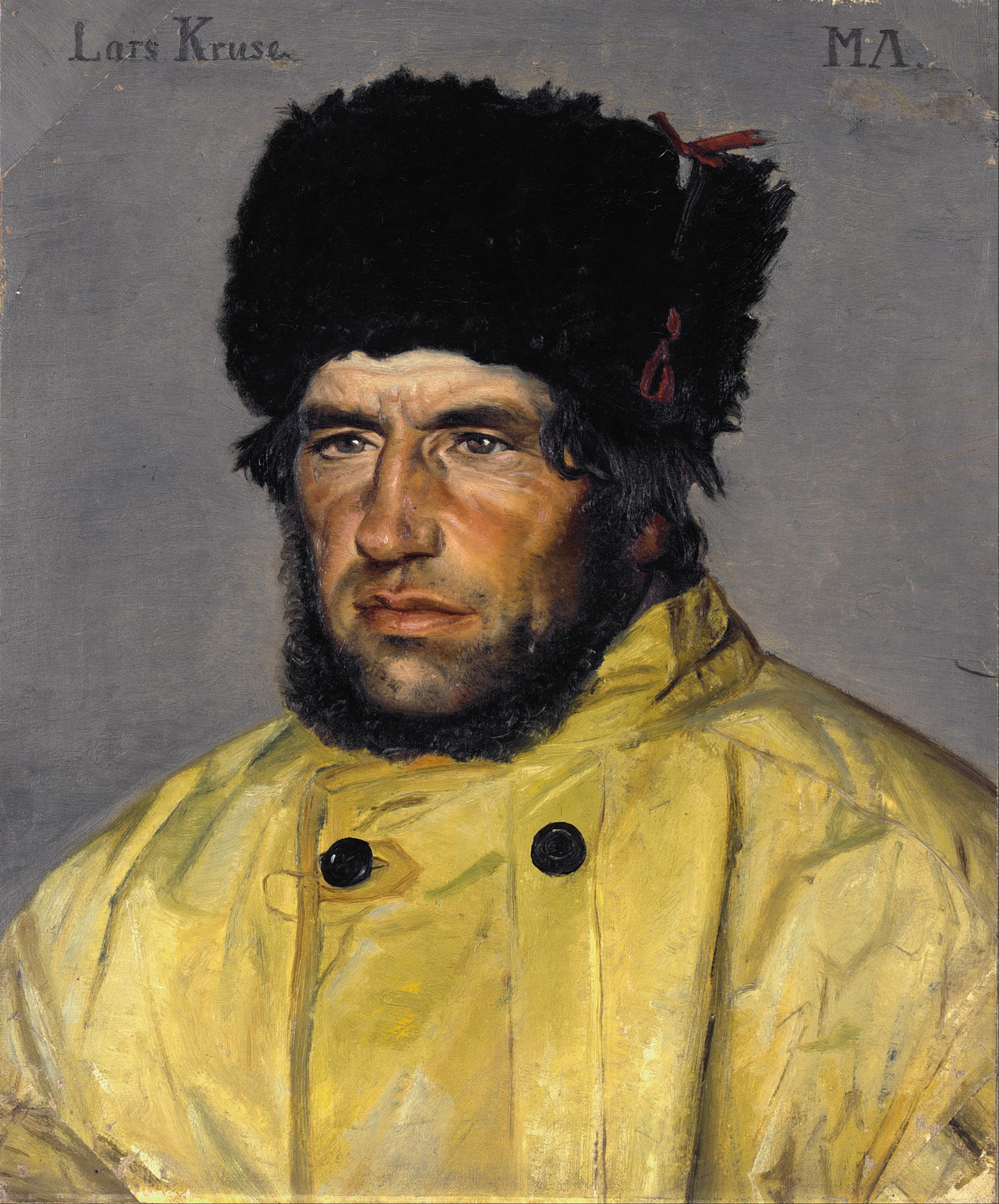
Porträtt av Lars Kruse, målat 1882 av Michael Ancher

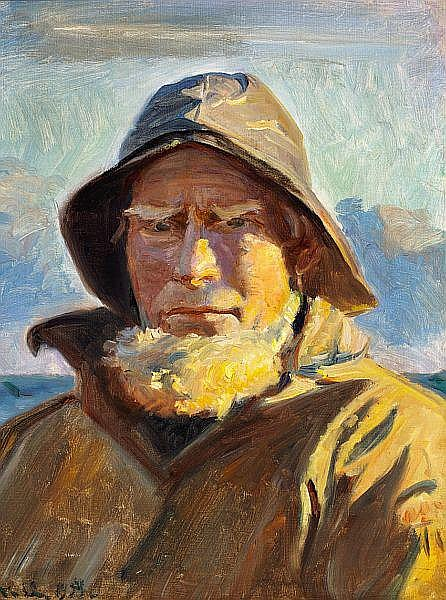
Lars Kruse, porträtt av Michael Ancher (1908).

Lars Andersen Kruse, född 5 juni 1828 i Skagen, död 9 mars 1894, var en dansk fiskare.
Från tidig ungdom deltog Kruse i talrika räddningsaktioner vid den farliga kusten och räddade därvid bortåt 200 människors liv. Ett av de mest kända av dessa räddningsföretag ägde rum den 27 december 1862, då den svenska briggen "Daphne" strandade på Skagens nordsida, och då Kruse, som sedvanligt med egen båt och under direkt livsfara, räddade besättningen efter att räddningsbåten hade kantrat och åtta man ur dess besättning drunknat. 
Från nyåret 1863 var Kruse anställd i räddningsväsendet och ledare på Skagens räddningsfartyg. Samma år belönades han med Danebrogsmännens hederstecken, men då det påpekades, att han som ung hade straffats för ett par obetydliga lagöverträdelser, tilldelades han i stället en medalj, något som han tog mycket hårt. År 1874 erhöll han förtjänstmedalj i silver och 1882 slutligen Danebrogs silverkors. Han erhöll även brittiska, franska, tyska och svenska medaljer och hedersdiplom och 1880 av danska män och kvinnor en silverbägare med inskriptionen "Ydmyg i Ordet, stolt i sin Daad, kristen i Gjerning, Mand i sin Baad". 
Kruse drunknade utanför Skagens nordsida då han försökte nå land under kraftig snöstorm. Han var gift med änkan efter Iver Andreasen, en av de vid räddningen av "Daphnes" besättning förolyckade fiskarna.